# 地球光
『地球光』（ちきゅうこう　原題：Earthlight）は、イギリス生まれの作家アーサー・C・クラークが書いた長編SF小説である。機密情報を漏らす犯人を捜す、というミステリーの要素が盛り込まれている作品である。

## あらすじ
人類は地球を離れ、月や他の惑星にも進出している未来の世界。地球政府は、鉛やプラチナ、タングステンなどの重金属の輸出をめぐり、惑星連合と対立していた。地球は金属資源に恵まれ、惑星連合は科学技術で先行していたのだが、地球政府は金属輸出量を削減し始めた。そんな中、月面で重金属に富んだ新たな鉱脈が発見され、その情報が惑星連合側に流されていた。無線通信や郵便物は厳重に管制されているので、その情報は月面から何らかの方法で流出しているとしか考えられない。秘密情報部員サドラーは、会計検査員に扮して漏洩先と思われる月面天文台に赴き、情報を漏らした犯人を捜し始めた。
天文台には観測部門の他に、経理課や医務課、備品課や料理課、また水耕農場まであるので、職員の数は60人を超えていた。サドラーは職員たちに疑惑を持たれないように行動し、人の集まる場所にはできるだけ顔を出して話をするように努めた。こうした会話の中から、地球に対して敵意を持つ者を探そうとしたのである。天文台から情報を持ち出せるのは、徒歩、月面車、モノレールの3つである。これらの中で考えられる方法は、モノレールでセントラル・シティへ行き、何者かに渡すことであろう。月へ来て7地球日が過ぎたとき、サドラーはモノレールでシティへ向かった。それには天文台職員の半数余りが休暇を取って乗っていたが、怪しい行動をする者は目につかなかった。やがて飛行禁止地域に宇宙船が飛来し、天体写真に軌跡を残してダメにするという事件が起こった。問い合わせれば、政府公用による予定外の飛行だという。写真をダメにされたジェミスンとホイーラーは、宇宙船が着陸した方向にある「雨の海」を目指して月面車で出発した。そこには鉱山と思われる巨大なドームがあり、2人は保安係に捕まり尋問された。天文台職員と確認された2人は、ここのことを秘密にするよう念を押されて帰された。
地球政府では、雨の海にある鉱山を要塞化して、新兵器のテストを秘密裏に行った。それは天文台からは、青白い光が上空へ上がるように見えたが、大気の無い月面では光が散乱せず見えないはずだ。その一方、惑星連合では宇宙船の新しい推進方式を完成させて、どの方向へも自由自在に移動でき、最高速度は従来の10倍という戦闘艦を3隻建造していた。サドラーの調査は進展せず、彼は天文台には情報を漏らした者はいないのではないかと考えはじめていた。そんな中、惑星連合からの最後通牒が出され、地球からは天文台の機材を安全な地下へ移せ、との指令がきた。どうやら戦争は避けられないと思われた。
重要人物ステファンソンを要塞まで送り届けるという使命を受けて、ジェミスンとホイーラーは月面車で再び雨の海へ向かった。かつて見た鉱山のドームは、放射線をはね返すよう銀色に輝いていた。仕事を終えた2人は、要塞からほど近い場所で月面車が故障し天文台へ帰れなくなった。ステファンソンから忠告を受けていたので、2人は岩の陰に隠れて状況を見守った。惑星連合の3隻の戦闘艦は要塞に対して核爆弾を発射したがこれらは逸らされ、反対にミサイルでダメージを受けた。続いて惑星連合側では熱線を放射したのだが、これらは要塞の銀色コーティングで周りに散らされてしまう。要塞からは新兵器の電磁砲で加速された金属体が発射され、敵艦を貫く。この戦闘をジェミスンとホイーラーは、鏡を使った潜望鏡で見つめていた。要塞の周辺は、逸らされた熱線によって岩石が溶かされていく。やがて惑星連合の2隻は撃破されたが、そのうちの1隻が要塞に体当たり攻撃をかけた。要塞の動きは停止し、惑星連合の残った1隻も大破して戦闘から離脱した。その戦闘艦は乗員を下ろしたあとで自爆させられた。地球側には対抗できる兵器が無くなり、惑星連合側には戦闘艦が無くなって戦争は終結した。それから講和があり、地球は金属輸出を緩和し、惑星連合からは新方式の宇宙船推進方法が伝えられた。しかしサドラーが探していた者は、最後まで不明のままだった。
戦争から30年余りの歳月が過ぎ、月面の各施設はサドラーが初めて訪れたときと比べて、ずいぶん大きくなっていた。雨の海での戦いで亡くなった、両軍527名の慰霊碑も建てられている。彼が月に来たのは、やり遂げられなかった仕事、例の情報を漏らした犯人を捜すためだ。先日、惑星連合の自爆した戦闘艦の司令官だった男が、自伝を出版した。その中に「天文台にいた1人の天文学者が、技術的計略で情報を伝達してくれた。彼はいま月で暮らしている」と書かれてあった。サドラーには心あたりがあったので、個人的な好奇心を満たすためにその男の住居に来たのだ。サドラーの問いかけに対し、男は巨大望遠鏡の焦点に光源を設置してこれを巨大なサーチライトに変え、連合の小型宇宙船が遊弋している暗い恒星の方向に暗号を送っていたことを認めた。その情報は、地球から定期的に送られてくる天文雑誌に記されていたり、セントラル・シティの体育館のロッカーに入れられていたという。サドラーと男は、平和を願って乾杯した。その男はモールトンだった。

## 主な登場人物
- バートラム・サドラー - 本作の主人公。中央情報局の秘密情報部員。
- マクローリン教授 - 月面天文台の観測所長。小柄だが行動力がある。
- ロバート・モールトン博士 - 月面天文台の分光学課長。
- シドニー・ジェミスン - モールトンの助手。月面車の操縦技術は、月世界で一番うまいと自他ともに認めている。
- コンラッド・ホイーラー - モールトンの助手。
- カール・ステファンソン - 地球の物理学者。要塞の防御兵器を開発した。

## 書誌情報
- 『地球光』　中桐雅夫訳　ハヤカワ文庫SF　SF308　1978年9月
- 『月世界植民地』　石川信夫, 船津碇次郎訳　最新科学小説全集（元々社）